# Rathaus (Grebenstein)

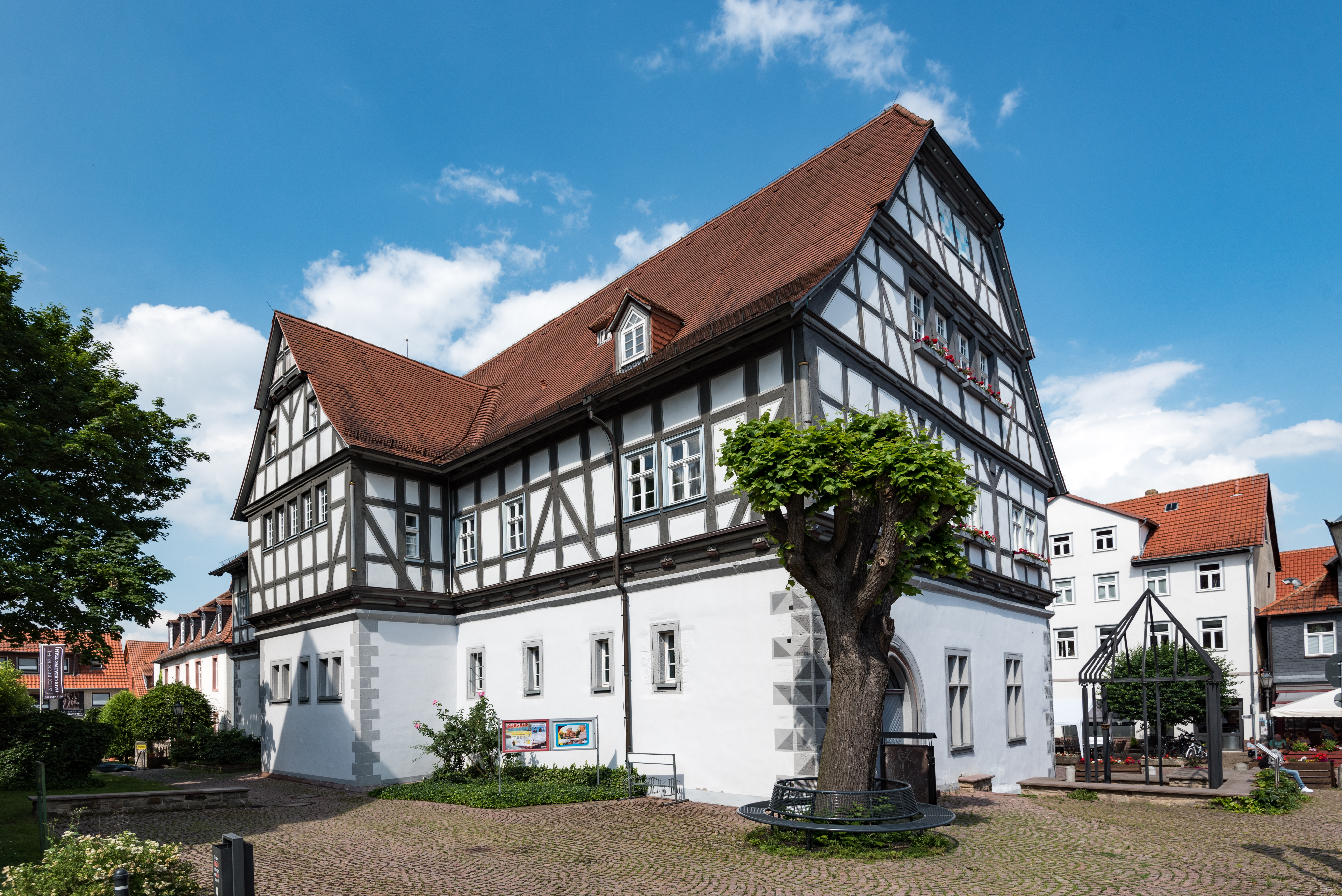
Rathaus in Grebenstein

Das Rathaus in Grebenstein, einer Stadt im Landkreis Kassel in Nordhessen, wurde vermutlich im 15. Jahrhundert errichtet und 1573 verändert. Das Rathaus am Marktplatz 1, neben der evangelischen Liebfrauenkirche, ist ein geschütztes Kulturdenkmal.
Der freistehende Bau mit einem Erdgeschoss aus verputztem Bruchsteinmauerwerk und Eckquaderung hat ein Fachwerkobergeschoss. Er besitzt hohe Kreuzstockfenster im Stil der Renaissance und an der Ecke einen Abgang in den Gewölbekeller, der mit der Jahreszahl 1619 datiert ist. 
An der südlichen Giebelseite ist ein spitzbogiges und an der Traufseite ein rundbogiges barockes Portal aus dem Jahr 1726 mit Pilastern und Abdeckgesims. 
Das Obergeschoss besteht aus einem Rähmfachwerk, das Krüppelwalmdach mit zweigeteiltem Giebeldreieck wurde um 1600, 1637 und 1672 erneuert. Als Fachwerkschmuck sind Taubänder in den Füllhölzern und Eckpfosten mit geschnitzten Säulen vorhanden. Das große Zwerchhaus hat einen zweigeteilten Giebel. 
Im Jahr 1903 erfolgte der Anbau eines Querflügels in ähnlichen Bauformen und Materialien durch die Marburger Architekten Otto Eichelberg und August Dauber.